# Florian Angert
Florian Angert (París, 3 de abril de 1992) es un deportista alemán que compite en triatlón. Ganó una medalla de plata en el Campeonato Mundial de Triatlón de Larga Distancia de 2022 y una medalla de plata en el Campeonato Europeo de Triatlón de Media Distancia de 2016.

## Palmarés internacional
| Campeonato Mundial | Campeonato Mundial   | Campeonato Mundial | Campeonato Mundial |
| Año                | Lugar                | Medalla            | Prueba             |
| ------------------ | -------------------- | ------------------ | ------------------ |
| 2022               | Šamorín (Eslovaquia) | Medalla de plata   | Individual         |

| Campeonato Europeo | Campeonato Europeo | Campeonato Europeo | Campeonato Europeo |
| Año                | Lugar              | Medalla            | Prueba             |
| ------------------ | ------------------ | ------------------ | ------------------ |
| 2016               | Walchsee (Austria) | Medalla de plata   | Individual         |